# Lục Hồn
Lục Hồn là một xã thuộc tỉnh Quảng Ninh, Việt Nam.
Xã Lục Hồn có diện tích 43.37 km², dân số năm 1999 là 4123 người, mật độ dân số đạt 95 người/km². Xã Lục Hồn còn là nơi có duy nhất di tích lịch sử cấp tỉnh của huyện Bình Liêu đó là Đình Lục Nà